# Playa de los Bikinis
La playa de los Bikinis, también conocida como playa del Bikini, es una playa situada en el municipio de Santander, capital de la comunidad autónoma de Cantabria (España).

## Situación
La playa de los Bikinis está situada dentro de la bahía de Santander, rodeando el sudeste de la península de la Magdalena. Por el oeste limita con la playa de la Magdalena (que a su vez limita con la playa de los Peligros) y por el este con un grupo de rocas tras el cual se encuentra el embarcadero real y el mareógrafo. No se puede establecer con precisión el punto en el que comienza esta playa, pero puede servir como límite entre ambas el pequeño espigón situado un poco más allá del Club de Tenis, a la altura de la calle La Horadada.

## Características
Oficialmente, según el Ministerio de Medio Ambiente, la longitud de la playa es de 250 metros y su anchura media de 30. Cuando la marea está alta la zona más oriental de la playa desaparece por completo, quedando el resto reducido a unos pocos metros. Con la marea baja la playa crece considerablemente dejando al descubierto un gran número de rocas.
La playa apenas tiene oleaje. Cuando un gran barco entra o sale de la bahía sí pueden producirse algunas olas pequeñas.
Muy cerca de la playa de los Bikinis se encuentran el islote de la Torre (en el que hay una escuela de vela) y la isla de la Horadada (sobre la que hay un pequeño faro). Ambas son relativamente accesibles a nado.

## El espigón
La playa cuenta con un espigón construido en piedra y cemento a finales de los años 1960. Este espigón, conocido popularmente como «el muro» divide la línea de la orilla en dos partes, pero cuenta con grandes arcos que permiten el paso de los bañistas. Hacia el sur, la construcción se adentra en el mar unos 200 metros. En la dirección opuesta el espigón desaparece en la arena mucho antes de llegar al final de la playa, por lo que esta queda dividida solo parcialmente.

## Vistas

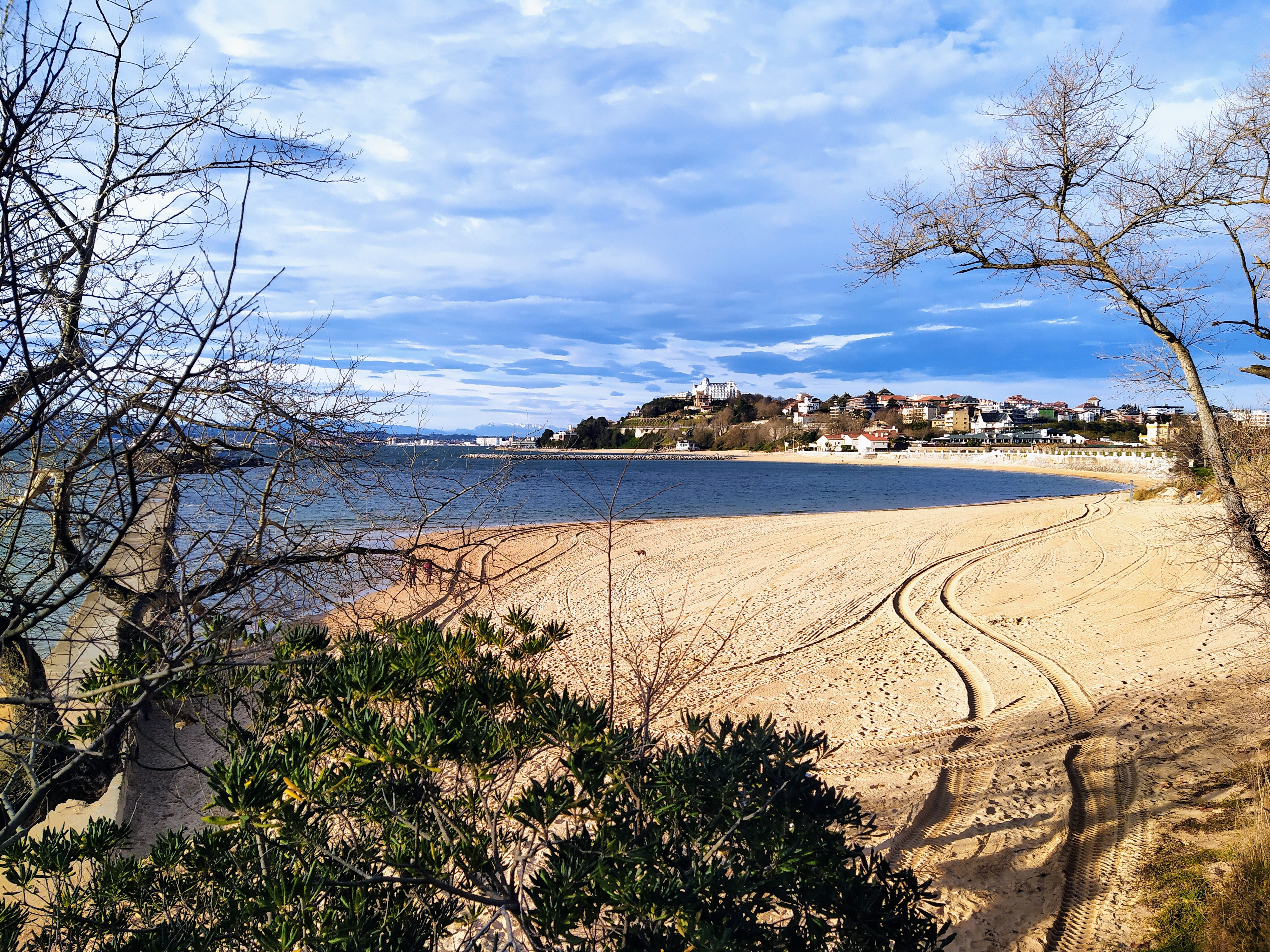
La playa con el espigón a la izquierda y el Hotel Real al fondo de la imagen.

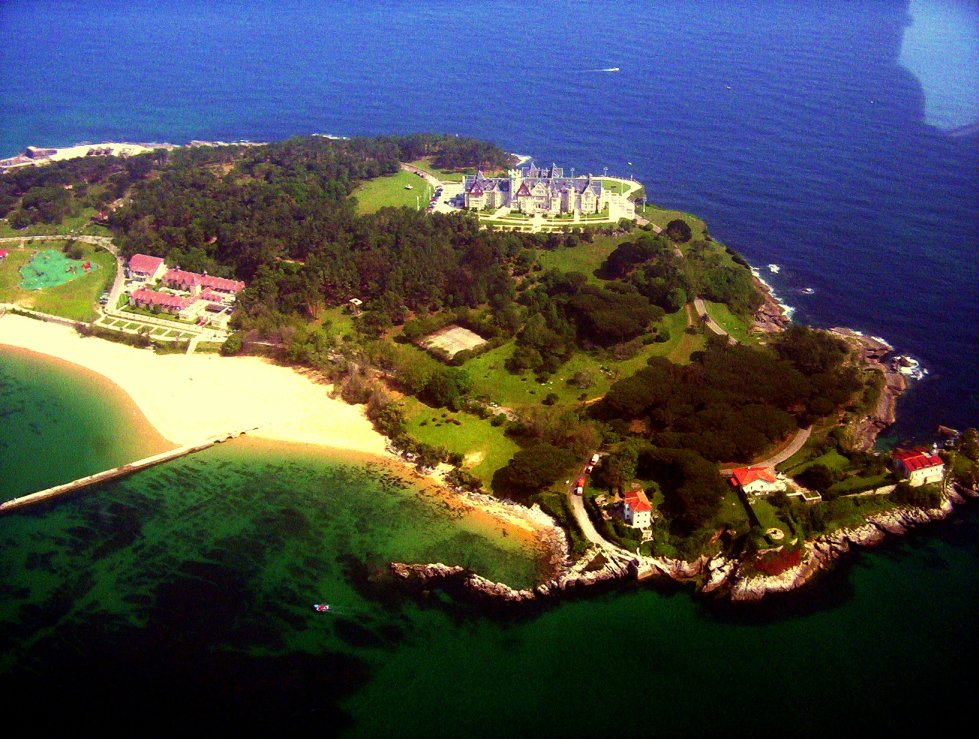
Playa de los Bikinis con marea alta.

Mirando en dirección sur pueden verse las arenas de El Puntal, parte de la localidad de Somo (al sudeste) y el parque natural Macizo de Peña Cabarga, donde destaca el alto de el Pico Llen con sus grandes antenas y la torre del Monumento al Indiano.
Hacia el este la vista se encuentra con un grupo de rocas y enredaderas sobre las cuales se eleva lo que fuera la antigua residencia del administrador real del palacio de La Magdalena y que actualmente es la sede de Protección Civil.
Hacia el oeste se puede ver la playa de la Magdalena y la playa de los Peligros. Por encima de estas, emergen los muros del paseo de Reina Victoria y, sobre estos, se divisan, entre otras construcciones, El Promontorio y, en lo alto, el Hotel Real.
Al norte, la playa, en su parte más occidental, tiene como límite el Club de Tenis y unos chalets adosados (oficialmente situados en la calle La Horadada). La zona central tiene como límite norte una pared de piedra que sirve de contención al espacio en el que se ubica la campa de la Magdalena. En la parte oriental, una zona arbolada y rocosa pone límite a la playa. Tras los árboles de esta zona oriental, puede divisarse parte de la torre del palacio de la Magdalena, un pequeño bosque de pino marítimo y las caballerizas reales.

## Origen del nombre

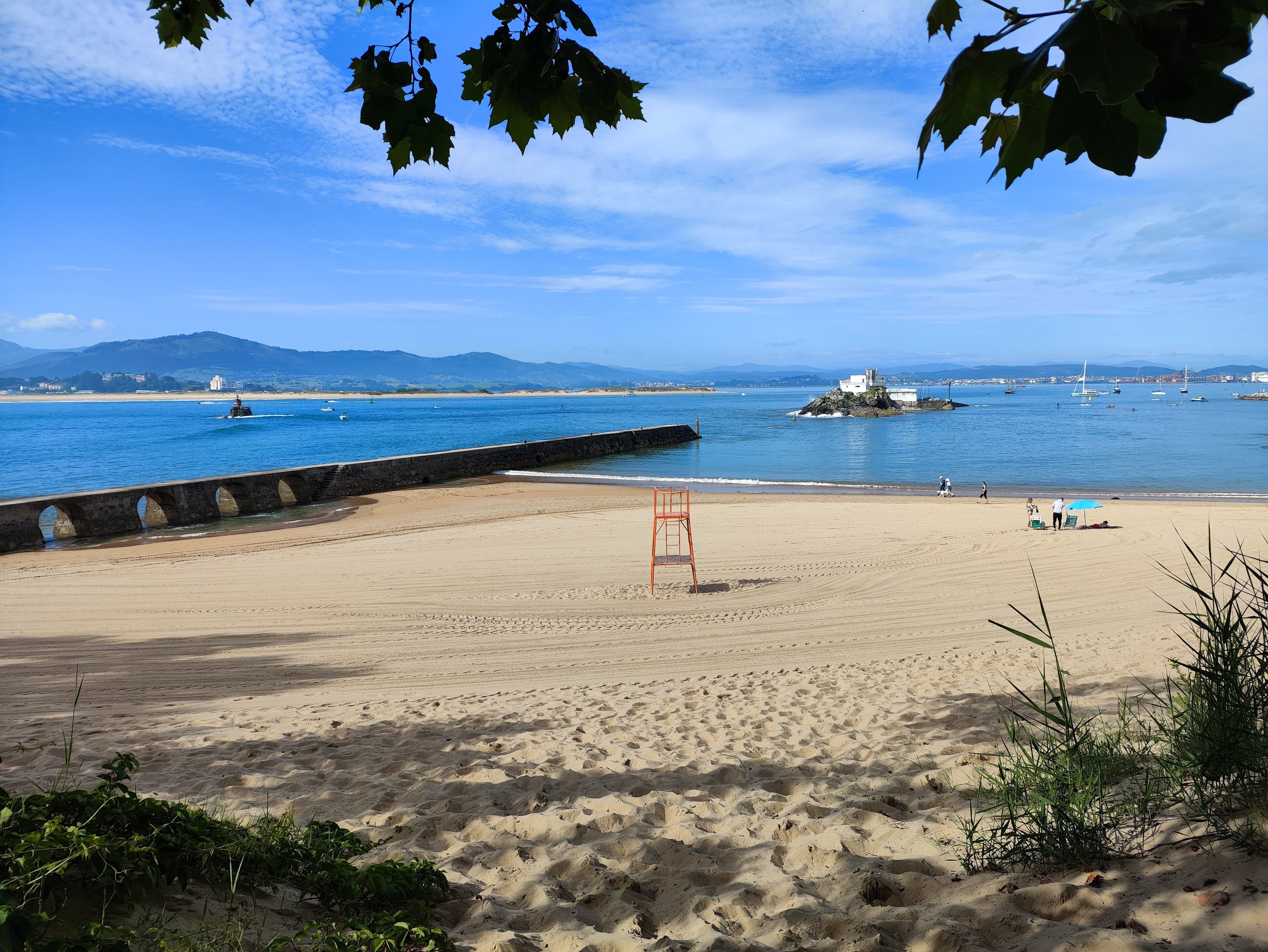
Espigón de la playa de los Bikinis con la isla de la Torre al fondo.

Muy cerca de la playa de los Bikinis se encuentra la Universidad Internacional Menéndez Pelayo, donde desde principios del siglo XX se impartían cursos de español para extranjeros que han atraído a estudiantes de todo el mundo. A partir de los años 1960 las estudiantes europeas y americanas bajaban a la playa con sus bikinis, algo que en el Santander de la época causó gran revuelo y llegó a ser el elemento con el que se identificó esta zona de baño próxima a la universidad. Estos fueron los primeros bikinis que se vieron en España.
Podría castellanizarse el nombre y escribirse «biquinis» o «biquini» en lugar de «bikinis» o «bikini», pero debido a que en el momento del «bautismo» de la playa este término no estaba incorporado al castellano, es más apropiado mantener la ortografía original.

## Servicios
- Servicio de socorrismo del 22 de junio al 22 de septiembre.
- Contenedores donde depositar la basura.
- Duchas y lavapiés.

## Accesos
- Se puede acceder a ella por unas pequeñas escaleras o a través de amplias rampas.
- No se puede acceder en coche a la península de La Magdalena. El aparcamiento más cercano es el de la playa del Camello.